# 热尔巴蒙
热尔巴蒙（法語：Gerbamont，法語發音：[ʒɛʁbamɔ̃] ⓘ）是法国大東部大區孚日省的一个市镇，属于埃皮纳勒区。

## 地理
热尔巴蒙（48°0'17"N, 6°45'16"E）面积9.69 平方千米，位于法国大東部大區孚日省，该省份为法国东北部内陆省份，北起默兹省和默尔特-摩泽尔省，西接上马恩省，南至上索恩省和贝尔福地区省，东临上莱茵省和下莱茵省。
与热尔巴蒙接壤的市镇（或旧市镇、城区）包括：罗谢松、萨普瓦、瓦涅、巴斯叙勒吕。

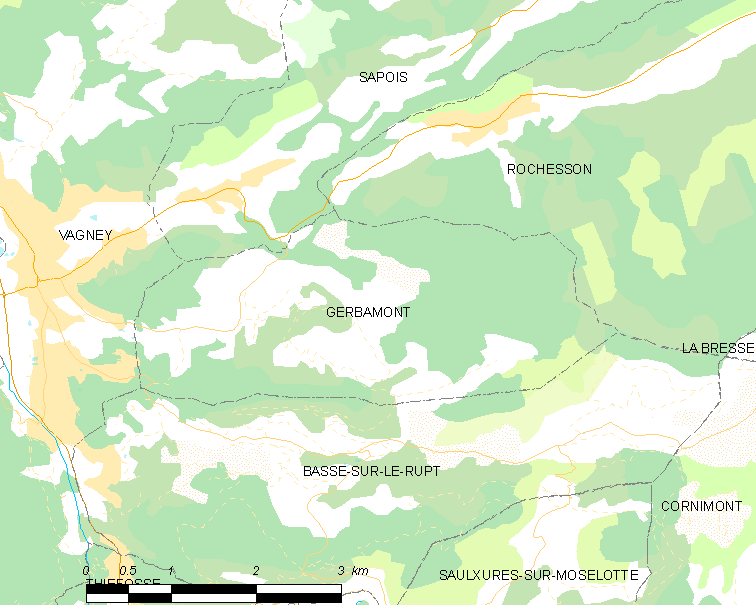
热尔巴蒙的OSM定位图

热尔巴蒙的时区为UTC+01:00、UTC+02:00（夏令时）。

## 行政
热尔巴蒙的邮政编码为88120，INSEE市镇编码为88197。

## 政治
热尔巴蒙所属的省级选区为拉布雷斯县。

## 人口

1962-2008年间热尔巴蒙人口变化图示

热尔巴蒙于2022年1月1日时的人口数量为353人。